# 南警察署 (北海道)
南警察署（みなみけいさつしょ）は、北海道警察本部が管轄する札幌方面の警察署の一つである。旧称は札幌南警察署。
管轄区域は札幌市南区全域と中央区の南大橋から西20丁目東側境界線の南の区域、西20丁目から23丁目までの南11条本通り南側境界線の南の区域（旭ヶ丘1 - 3丁目を除く）、旭ヶ丘5・6丁目、伏見3丁目。

## 沿革
- 1969年（昭和44年）11月：札幌中央警察署（現在の中央警察署）管轄の中央区南9条通り以南、札幌東警察署（現在の白石警察署）管轄の豊平川平岸以西を分割し、北海道札幌方面札幌南警察署として発足。
- 1976年（昭和51年）12月：北海道札幌方面南警察署へ改称。
- 1978年（昭和53年）12月：豊平警察署新設に伴い、豊平区の管轄区域を分割。
- 2011年（平成23年）3月：各課を統合し課長に警視を充て、その下に警部の統括官を配置。
- 2012年（平成24年）4月：各課の統括官を課長代理へ改称。
- 2013年（平成25年）4月：各課の課長に警部を充て、刑事・生活安全官、交通官、地域官ポストを新設。

## 組織
- 署長（警視）
- 副署長（警視）
- 警務課（警務係、犯罪被害者支援係、相談係）
- 留置管理課（管理係）
- 会計課（会計係）
- 刑事・生活安全官（警視）
  - 刑事第一課（強行犯係、鑑識係）
  - 刑事第二課（知能犯係、組織犯罪対策係、薬物銃器対策係）
  - 刑事第三課（指導係、盗犯係）
  - 生活安全課（生活安全係、少年係、生活経済・保安係、許可係）
- 交通官（警視）
  - 交通第一課（企画・規制係、指導係）
  - 交通第二課（捜査係）
- 地域官（警視）
  - 地域課（企画係、指令係、実務指導係、地域係、自動車警ら係）
- 警備課（公安係、外事係、警備係）

## 交番・警備派出所
括弧内は所在地を表す。

### 札幌市南区
- 石山交番（石山1条3丁目1）
- 北ノ沢交番（川沿2条5丁目1）
- 定山渓交番（定山渓温泉東3-287）
- 澄川交番（澄川4条4丁目1）
- 藤野交番（藤野2条6丁目5）
- 真駒内交番（真駒内曙1-2）
- 真駒内団地交番（真駒内幸町2-1）
- 藻南交番（川沿9条1丁目1）

### 札幌市中央区
- 行啓通交番（南14条西10丁目2）
- 中島交番（中島公園1）
- 伏見交番（南15条西18丁目2）
- 幌西交番（南11条西15丁目2）
- 南九条交番（南9条西7丁目1）
- 山鼻交番（南23条西10丁目1）
- 旭ヶ丘警備派出所（南13条西23丁目）- 在札幌中華人民共和国総領事館の警備に当たる。
- 南十五条警備派出所（南15条西11丁目）- 在札幌ロシア連邦総領事館の警備に当たる。